# 미야다촌
미야다촌(일본어: 宮田村)은 일본 나가노현 가미이나군의 촌이다. 마을의 서단에는 중앙 알프스(기소산맥)의 최고봉인 기소코마가다케가 우뚝 솟아 있고 동단에는 덴류강, 남단에 오다기리강이 흐르고 있으며 동쪽의 완만한 평야부와 서쪽의 기소코마가다케까지 미치는 깊은 산지로 이루어져 있다.

## 역사
에도 시대에는 다카토번에 속해 산슈 가도의 미야타주쿠가 놓여 교통의 요충지이자 파발마의 중계지점이었고 또 근대 이후에는 기소코마가타케의 등산 기지로 번창하였다.
- 1875년 1월 23일 - 미야다촌이 성립하였다.
- 1954년 1월 1일 - 정으로 승격해 미야다정이 되었다.
- 1954년 7월 1일 - 아카호정, 이나촌, 나카자와촌과 합병해 고마가네시가 되었다.
- 1956년 9월 30일 - 고마가네시에서 다시 분리되어 현재의 미야다촌이 되었다.

## 인구
| 연도 | 인구  | ±%     |
| ---- | ----- | ------ |
| 1960 | 6,142 | —      |
| 1970 | 6,767 | +10.2% |
| 1980 | 7,582 | +12.0% |
| 1990 | 7,894 | +4.1%  |
| 2000 | 8,692 | +10.1% |
| 2010 | 8,973 | +3.2%  |

## 교통

### 철도
- 도카이 여객철도 이다선

### 도로
- 국도 153호선